# Kotschya micrantha
Kotschya micrantha es una especie de planta floral del género Kotschya, tribu Dalbergieae, familia Fabaceae.

## Distribución
Se distribuye por Guinea.

## Taxonomía
Fue descrita por (Harms) Hepper y publicada en Kew Bulletin 11: 124 (1956).